# Étiquette de vin
Pour les articles homonymes, voir Étiquette.

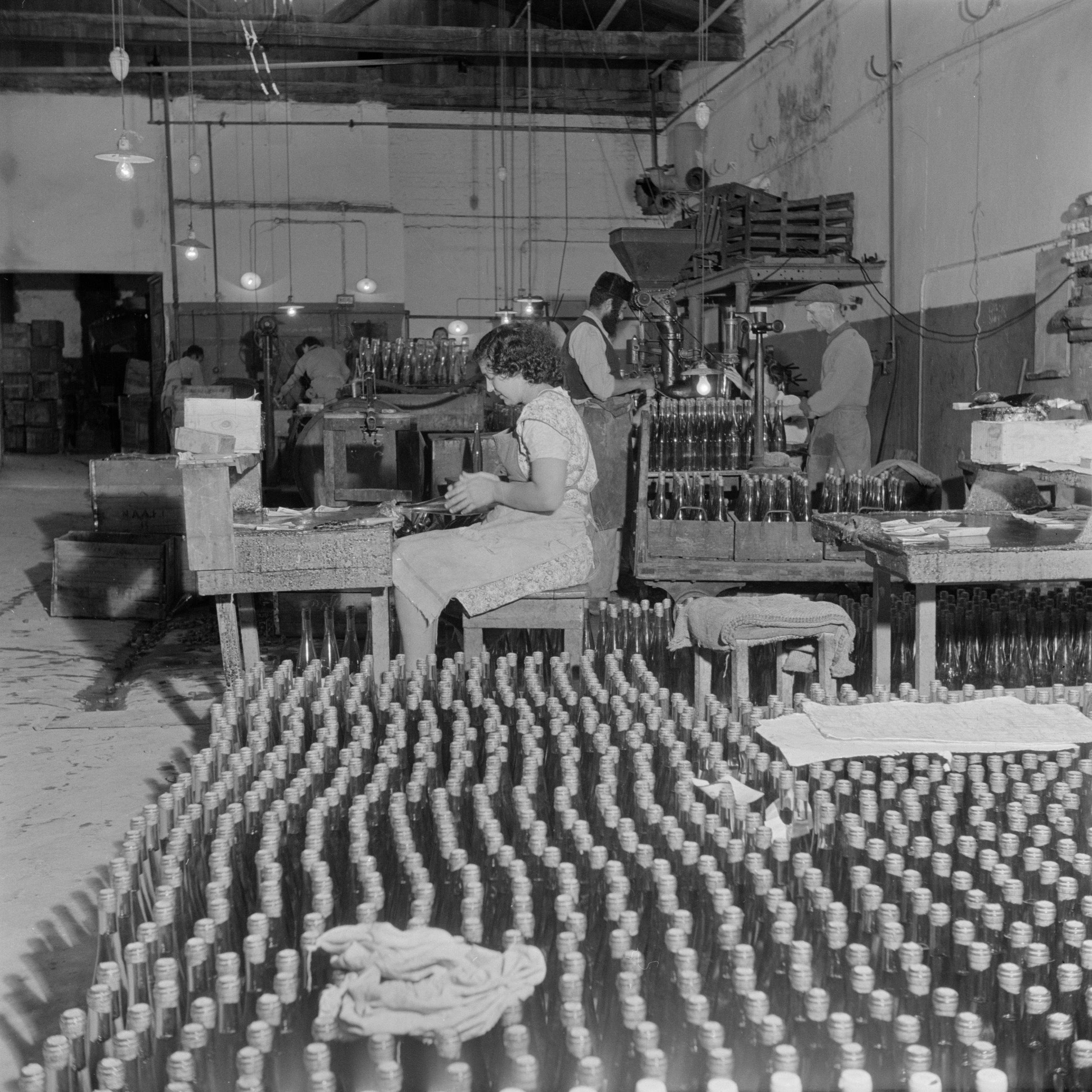
Ouvriers étiquetant des bouteilles de vin à Rishon LeZion, 1948.

L’étiquette d'une bouteille de vin est une marque ou une fiche placée sur une bouteille de vin qui rassemble  les mentions légales obligatoires et des informations sur le vin.
Si la fiche portée sur la face avant de la bouteille est épurée pour des raisons esthétiques, alors celle-ci devient la contre-étiquette et l'étiquette est alors placée au dos de la bouteille.

## Histoire
Dans l'Égypte antique, les amphores portaient des inscriptions gravées directement ou sur une plaque attachée : une telle inscription « vin noir du Mont Liban » avec la mention d'une date et le nom d'une personne a été trouvée dans le tombeau d’un pharaon égyptien de -3500. D'autres amphores du monde antique avaient des estampilles ou des marques peintes indiquant parfois l’origine ou l’âge des crus
transportés.

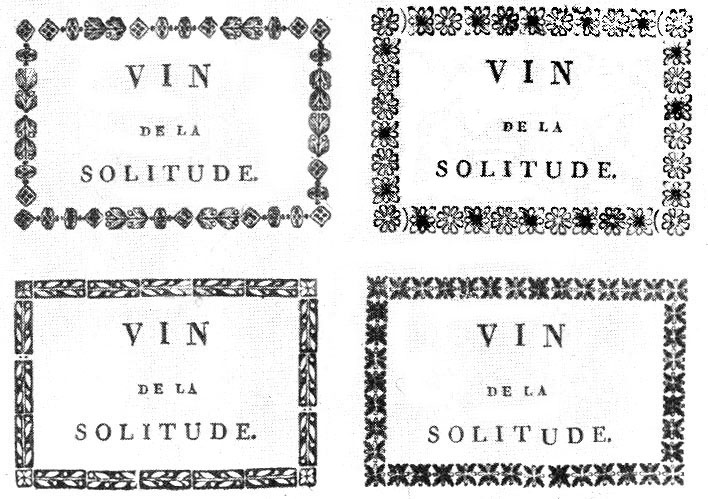
Étiquettes du domaine de La Solitude (châteauneuf-du-pape), dans les années 1780.

Les vins ont été commercialisés jusqu'au XVIIe siècle en tonneau estampillé au fer chaud pour identifier l'origine du fabricant ou du négociant (exemple encore actuel : le B de Bandol marqué au fer rouge, le R de Rust). Aujourd'hui encore, les tonneliers marquent un des deux fonds du tonneau au fer rouge à leur nom, parfois avec un label (exemple « Qualité CTBA Certifié »).

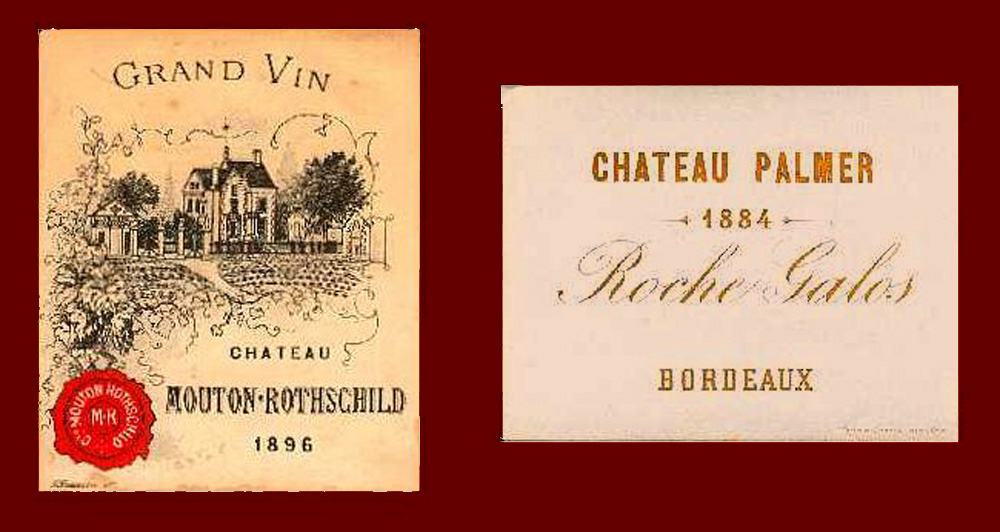
Étiquettes de vins de Bordeaux de la fin du XIXe siècle.

Le développement de la bouteille de vin proto-industrielle au XVIIIe siècle voit la nécessité d'apposer une étiquette : les premières sont de simples papiers parfois écrits à la main ressemblant à des cartes de visites. L'invention de la lithographie par l'allemand Aloys Senefelder en 1796 rend possible une impression d'étiquettes plus complexe avec des graphismes et des couleurs à des prix raisonnables car réalisées en série. Les premières étiquettes apparaissent en Allemagne, puis en France pour le champagne (elles apparaissent sur les bouteilles de Champagne vers 1820 et sont alors écrites à la main) avant de s'étendre pour toutes les appellations au cours du XIXe siècle.
Les premières étiquettes de vin imprimées ne datent que du milieu du XVIIIe siècle. La maison de Champagne Moët et Chandon conserve des étiquettes de 1741 et de 1743, la première cuvée identifiée est celle de Dom Pérignon, dont l'étiquette porte le millésime 1811. Le Musée du Vin à Beaune expose des étiquettes datées de 1798 et la Commanderie du Bontemps et du Médoc, à Pauillac, possèdent dans ses collections des bouteilles étiquetées de 1800. Elles comportent uniquement le nom du vin, tandis que le millésime est manuscrit.

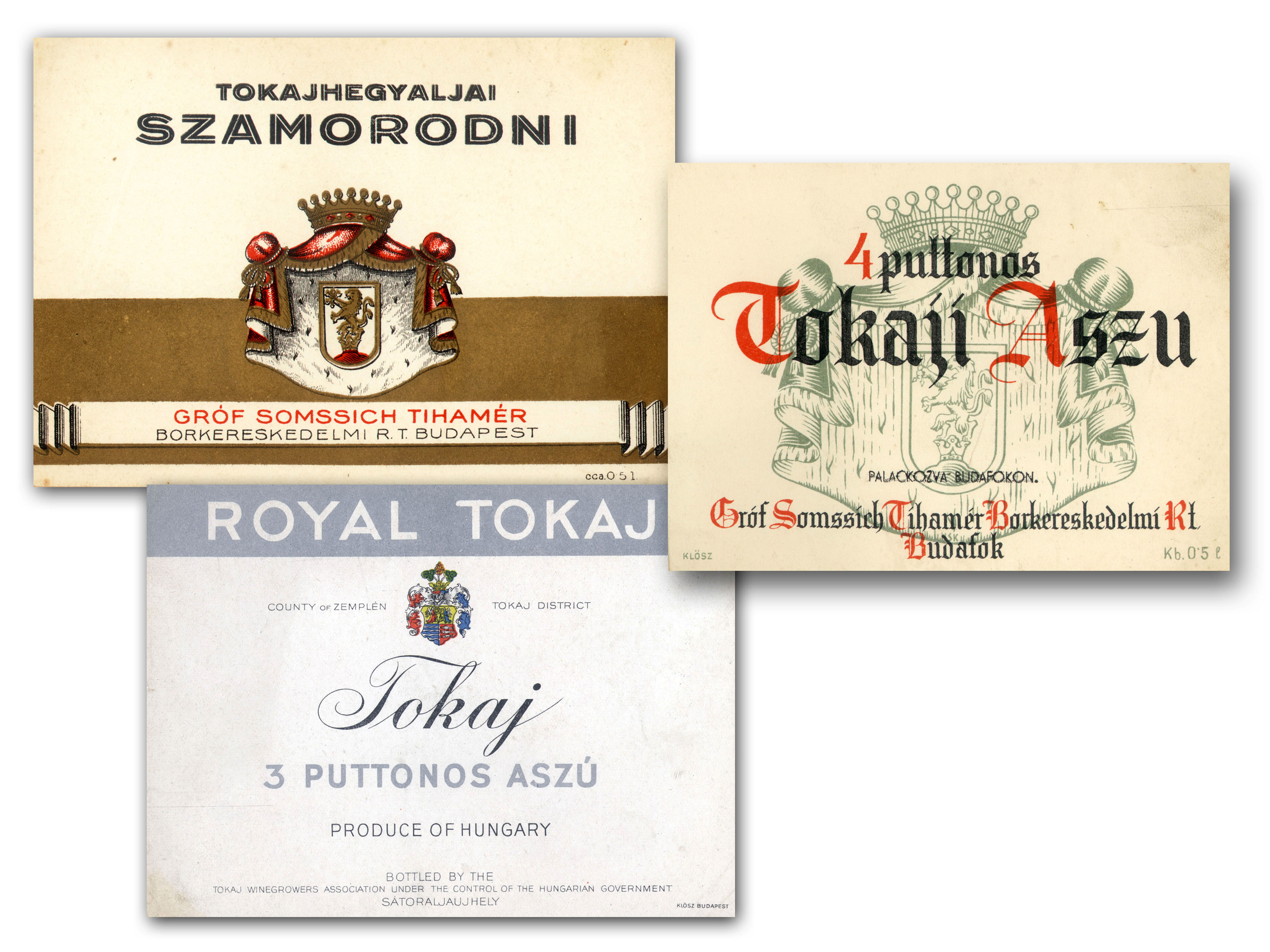
Étiquettes de Tokay, millesime 1910.

À partir du début du XIXe siècle, grâce à l'emploi de la lithographie, apparait l'étiquette passe-partout illustrée. Cyprien Gaulon est l'introducteur de cette technique dans le Bordelais. Le style et la graphie de l'étiquette vont évoluer avec son époque. À la fin du XIXe et au début du XXe siècle, sur l'étiquette de vin apparaît le style Art nouveau, puis celui de l'Art déco de 1920 à 1939. Sur cette lancée, en 1924, le Baron Philippe de Rothschild, qui a décidé que tous ses vins seront désormais commercialisés après une mise en bouteille au château, fait appel à Jean Carlu pour orner son premier millésime. Cette étiquette fait date dans l’histoire du cubisme,.
De plus en plus de vins étant mis en bouteille à la propriété, leur nombre va se multiplier. Pour éviter la tromperie des consommateurs par des origines fausses et frauduleuses, le baron Pierre Le Roy de Boiseaumarié, vigneron à Châteauneuf-du-Pape, crée l'INAO (Institut National des Appellations d'Origine) et dote cette institution d'un service de répression des fraudes qui, en fonction des recommandations prises par chaque syndicat d'appellation, fait respecter une réglementation stricte. Le temps où « la fantaisie tutoyait la tromperie », selon l'expression de Georges Renoy est fini et l'étiquette est devenue une véritable carte d'identité illustrée du vin où se sont essayés les plus grands artistes et les graphistes les plus talentueux.

## Indications
Le système de classification des vins est différent d'un pays à l'autre. Dans certains pays, la classification est faite par région et secteur. Dans d'autres, il est, par exemple, seulement nécessaire d'indiquer l'année de production.
En Europe, les étiquetages sont relativement contraignants car ils doivent être très indicatifs pour le consommateur. Si chaque État membre doit suivre certaines règles, il est cependant libre d'employer son propre système de classification.
En France, l’étiquetage de tous les vins comporte huit mentions obligatoires. Les vins mousseux doivent comporter une neuvième mention relative à la teneur en sucre (brut, sec, etc.).
Les mentions obligatoires, à l’exception du numéro de lot et des allergènes, doivent être regroupées dans le même champ visuel, et orientées dans le même sens de lecture.

### Mentions obligatoires

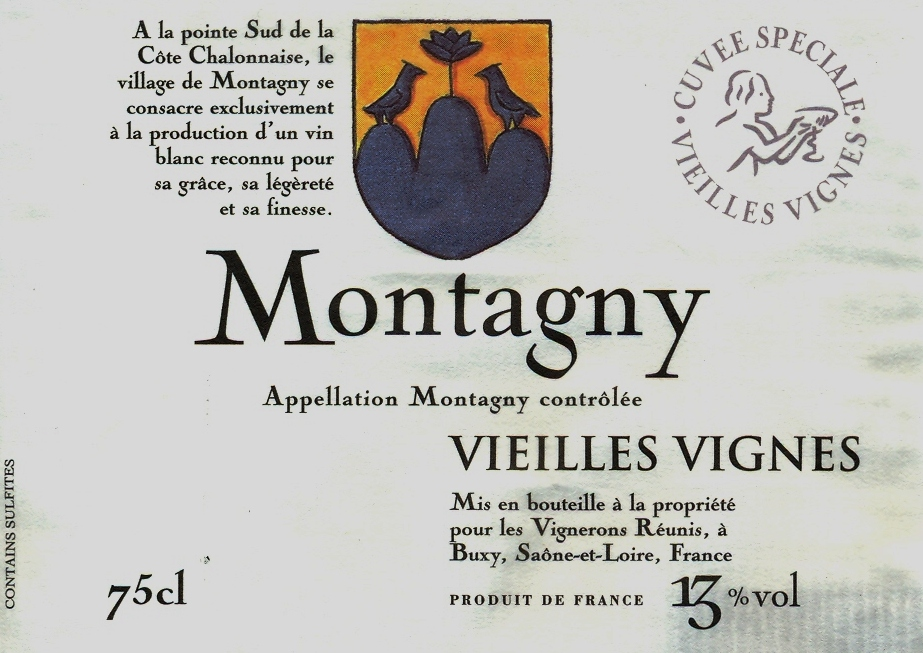
Etiquette de vin blanc de Bourgogne portant la mention de présence de sulfites.

Selon ce règlement, huit mentions suivantes doivent apparaître sur l'étiquette:
- La dénomination de vente réglementaire de la catégorie de vin, qu'il s’agisse de vins sans indication géographique (« vin de table » par exemple), ou avec (« IGP », « AOC »...) ;
- Le nom et adresse du producteur, de l'embouteilleur ou du vendeur de vin ;
- Le nom du pays d'origine pour tous les vins destinés à l’exportation ;
- Le volume du contenu (la quantité sans emballage, par exemple « 75 cl ») ;
- Le pourcentage du volume d'alcool si supérieur à 1,2 % vol., l’erreur tolérée étant de 0,5 % vol ;
- Le numéro de lot, commençant par la lettre L et composé ensuite de chiffres ou de lettres, représentant un lot homogène ;
- Les mentions sanitaires ;
  - de la présence d'alcool : la France impose depuis 2007 une mise en garde à l’adresse des femmes enceintes, soit par le pictogramme représentant une femme enceinte dans un cercle barré, soit par la mention « la consommation de boissons alcoolisées pendant la grossesse, même en faible quantité, peut avoir des conséquences graves sur la santé de l’enfant. »;
  - de la présence de sulfites (conservateur du vin) depuis 2005 si la teneur est supérieur à 10 mg/L ;
  - de la présence d’allergènes comme les dérivés du lait (lactose) et des œufs (albumine), depuis le 30 juin 2012[11].

### Mentions obligatoires le cas échéant
Une neuvième mention sur la teneur en sucre est obligatoire pour les vins mousseux. Elle est facultative, quoique réglementée, pour les autres vins. Les termes employés sont codifiés :
- brut nature : aucun sucre ajouté et moins de 3 gr / litre de sucres résiduels ;
- extra-brut : entre 0 et 6 grammes par litre de sucres résiduels ;
- brut : entre 7 et 12 grammes par litre de sucres résiduels ;
- extra-sec : de 12 à 17 grammes par litre de sucres résiduels ;
- sec : de 17 à 32 grammes par litre de sucres résiduels ;
- doux : plus de 50 grammes par litre de sucres résiduels.

Les vins AOP et IGP doivent comporter une dixième mention relative à l’apposition des termes « appellation d’origine protégée » ou « indication géographique protégée » ainsi que la dénomination protégée. Mais le Champagne fait exception : c'est la seule AOC en France à ne pas être soumise à l’obligation d’étiqueter la mention « appellation d’origine contrôlée ».
Le producteur de vin peut ajouter des informations supplémentaires. Les plus courantes sont :
- L’année de vendange (millésime) :
  - elle est obligatoire sur l’étiquette des vins « sur lie », « primeur » et « nouveaux » uniquement ;
  - sinon elle est facultative, mais en cas de mention, 85 % des raisins au minimum doivent provenir du millésime inscrit, sauf exception comme le Champagne où 100 % des raisins doivent provenir du millésime inscrit.

### Mentions facultatives

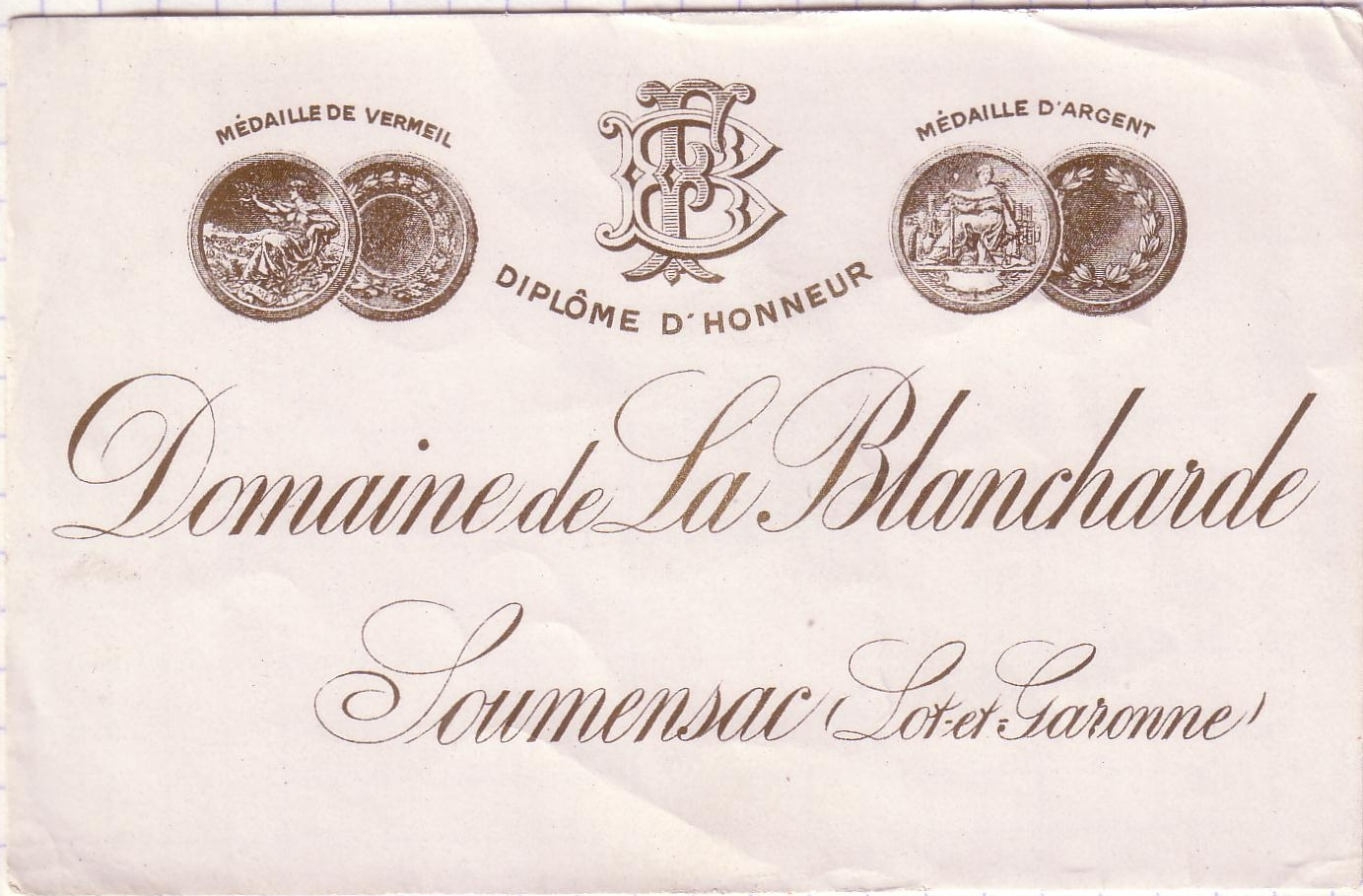
Etiquette de vin de Soumensac mentionnant deux médailles obtenues par le vin.

- Le type de cépage, (exemple : chardonnay, merlot, pinot blanc, syrah, … ). Si la mention d'un cépage est utilisée, au minimum 85 % des raisins doivent être de ce cépage. Si plusieurs cépages sont mentionnés, le pourcentage exact de chaque cépage devra l'accompagner.
- Le nom de ceux qui sont impliqués dans la distribution, par exemple « sélectionné par... », « importé par... »
- Médailles ou autres prix accordés au vin.
- Recommandations pour l'usage, par exemple « servir frais ».

Selon la région ou l'appellation, l'étiquette devra respecter des standards spécifiques.
Pour le Champagne, on peut aussi trouver les mentions :
- R.D : cela signifie Récemment Dégorgé ;
- La date du dégorgement : elle permet par rapport à un millésime de connaître le temps passé à vieillir sur lattes[14].
- Méthode Champenoise : la Champagne est la seule région de l'UE, d'une part, à pouvoir utiliser la mention « Méthode Champenoise » sur l’étiquette, et d’autre part c’est la seule à y être soumise aussi. Les autres régions peuvent inscrire « Méthode Traditionnelle » ;
- Caractéristiques de la cuvée :
  - « blanc de blancs » pour une cuvée issue exclusivement des seuls raisins blancs : chardonnay,
  - « blanc de noirs » pour une cuvée uniquement élaborée à partir de raisins noirs : pinot noir et Meunier,
  - « rosé »,
  - « grand cru », pour une cuvée provenant exclusivement de vignobles classés à 100 % dans l'échelle des crus,
  - « premier cru » pour une cuvée composée uniquement de crus côtés entre 90 et 99 % dans l'échelle des crus, ...

## Étiquettes d'artistes
Depuis quelques décennies, les grands châteaux font appel à des artistes pour concevoir des visuels spécifiques. Les œuvres sont aussi bien des reproductions de peintures que des dessins ou des gravures créés spécialement pour l'étiquette. 
Le Château Mouton Rothschild a vu ses étiquettes créées par de nombreux artistes depuis 1945.
Depuis le millésime 2005, Érik Desmazières est l'auteur de la gravure de l'étiquette du château Lafite Rothschild. 

## Support
L'étiquette est historiquement faite de papier, collée à la bouteille. Aujourd'hui, l'étiquette en papier est toujours majoritaire, mais la volonté de se démarquer par le marketing pousse les sociétés à adopter de nouveaux supports (étiquette en film plastique, en cuir, en bois, etc.), voire la bouteille elle-même comme support (gravée ou peinte), cela pose des contraintes techniques lors de l'étiquetage.

## Collection
L' « œnographilie », ou « œnosémiophilie », est la pratique qui consiste à collectionner des étiquettes de vin.

## Galerie

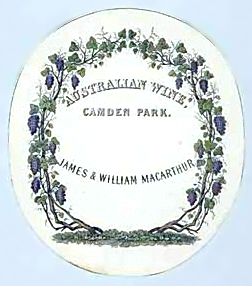
Étiquette de vin australien datant de 1800.
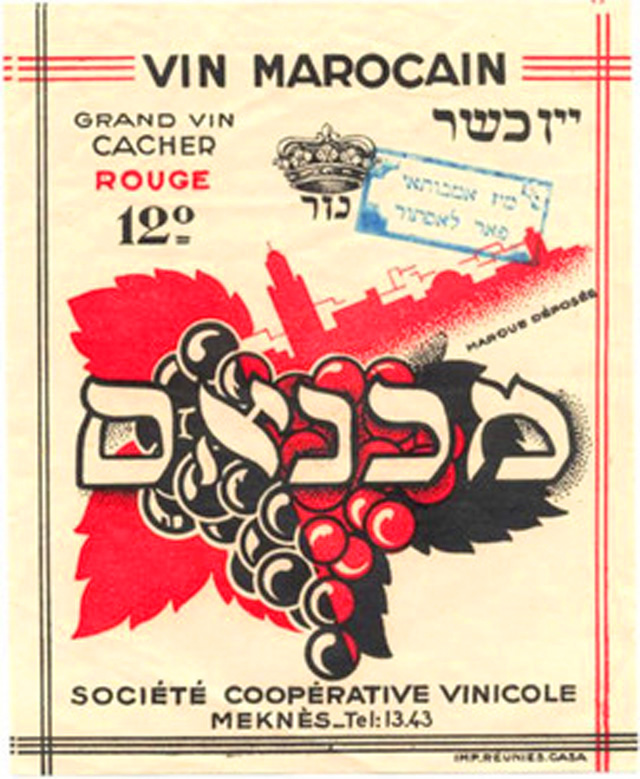
Étiquette de vin cacher du Maroc
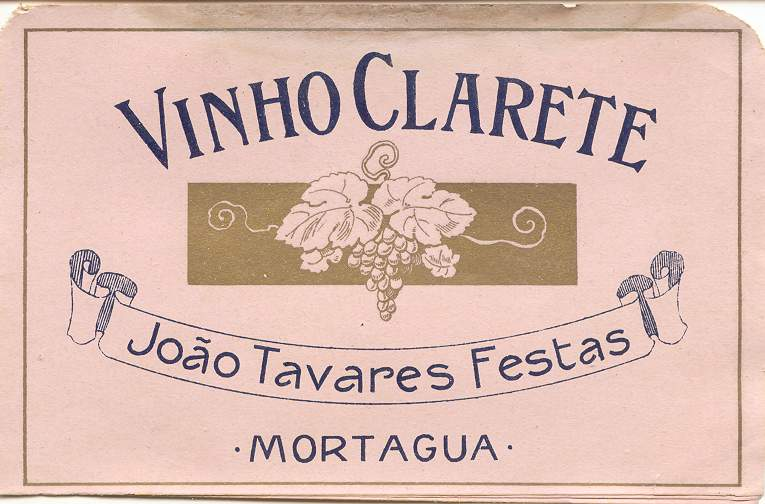
Étiquette de vin clairet de João Tavares Festas (1863-1922)
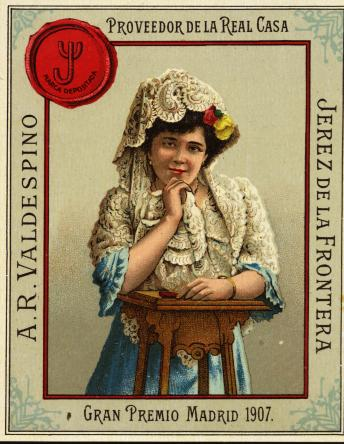
Étiquette de Xérès (DO) datant de 1907
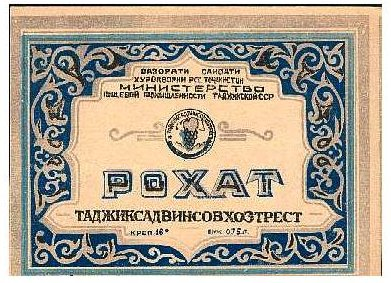
Étiquette de vin du Tajikistan
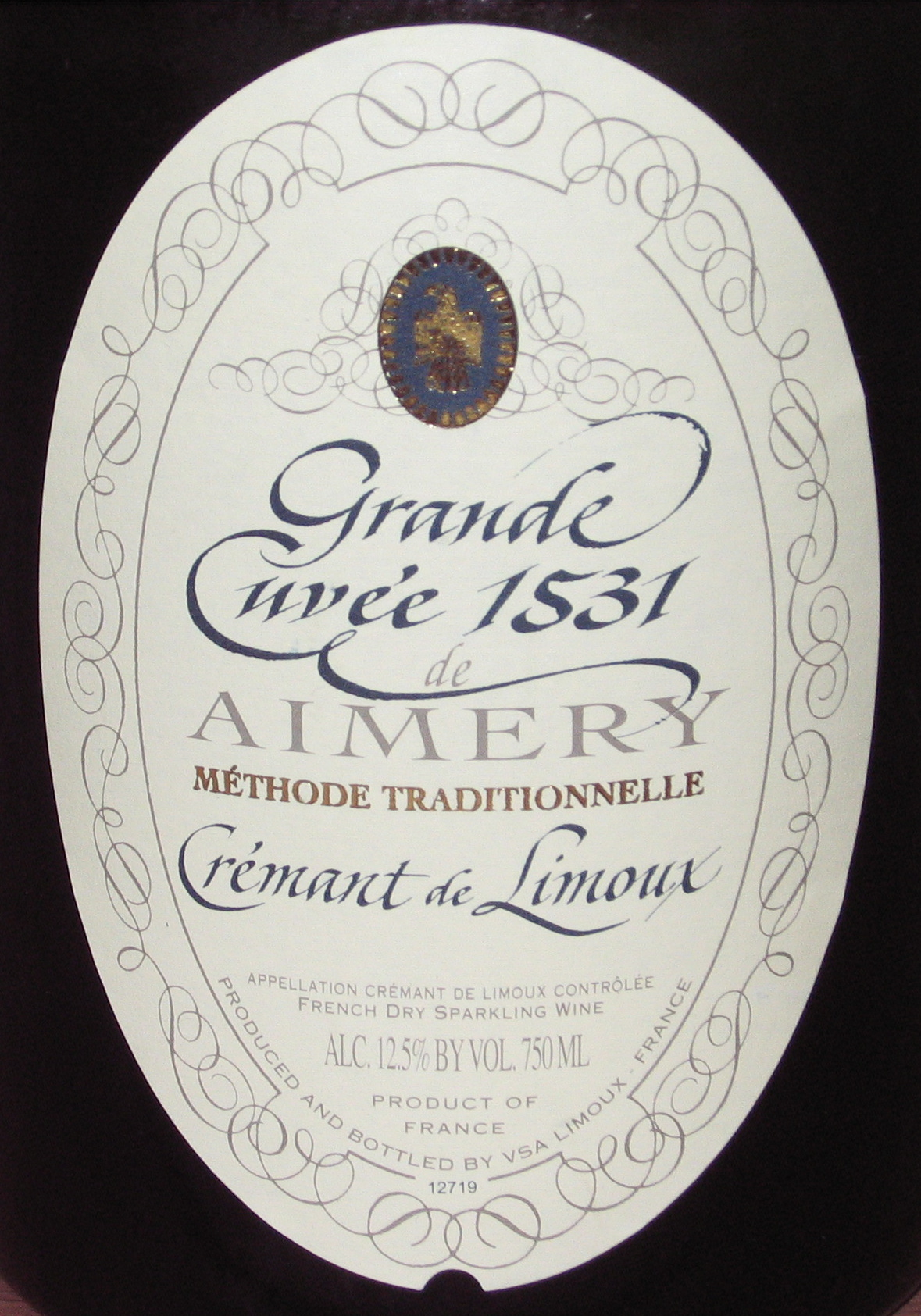
Étiquette de Crémant de Limoux (Grande Cuvée 1531)